# فانكا
«فانكا» (بالروسية: Ванька) هي قصة قصيرة من الأدب الروسي صدرت عام 1886، كتب القصة أنطون تشيخوف.
كُتِبَت القصة في عام 1886، ونُشِرَت لأول مرة في صحيفة بطرسبرغ (1886، العدد 354 في 25 ديسمبر) في قسم «قصص عيد الميلاد». استقبل النقاد العمل بشكل مُبهم، وفي الوقت نفسه، من بين معاصري أنطون تشيخوف، أدرج ليو تولستوي القصة في قائمة قصص تشيخوف «البارزة بشكل خاص». خلال حياة تشيخوف، أُدرِجَت «فانكا» في مجموعات القصص والكتب المدرسية، حيث كانت من ضمن كتب القراءة في المرحلة الابتدائية. تُرجِمَت القصة إلى اللغات الألمانية والفرنسية والدنماركية وعدة لغات أوروبية أخرى. من الناحية الموضوعية، تردد قصة «فانكا» أصداء قصص عيد الميلاد لأندرسن ودوستويفسكي وديكنز. في عام 1959، صوِّرَت القصة في استوديوهات فيلم غوركي (بالروسية: Киностудия имени Горького).

## النشر

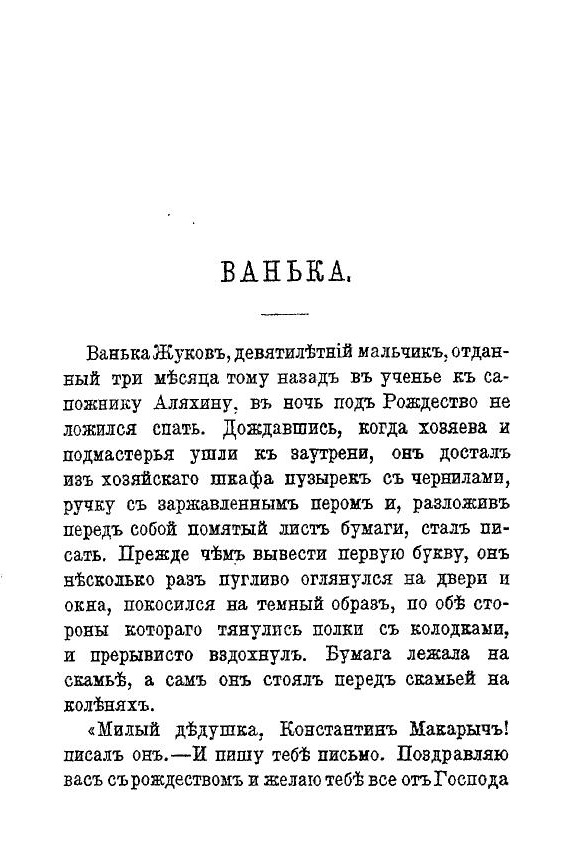
الصفحة الأولى من قصة "فانكا" (1980)، من كتاب «قصص قصيرة» ("راسكازي"، دار نشر أليكسي سوفورين، سانت بطرسبرغ، 1890، ص 30).

نُشرت القصة لأول مرة في جريدة بطرسبورغ (بالروسية: Peterburgskaya Gazeta) العدد 354 (25 ديسمبر؛ النمط الجديد: 7 يناير 1887)، إصدار 1886، في قسم قصص عيد الميلاد، بتوقيع تشيخونتي (А. Чехонте).
في نسخة منقحة قليلاً، ضُمِّنَت القصة في مجموعة قصصية اسمها قصص قصيرة عام 1888 (Рассказы، سانت بطرسبرغ)، ظهرت القصة بدون تغيير في جميع إصدارات 1888-1899. وُضعت القصة في مجموعة الأطفال (Детвора) عام 1889، ليتم إعادة إنتاجها دون تغيير في طبعاتها الثانية والثالثة (1890، 1895). في عام 1900، تمت عمليات قص غير مصرح بها، ظهرت في قسم قارئ الأطفال في المسامير الذهبية زولوتي كولسيا. أدرج تشيخوف القصة في المجلد 4 من أعماله المجمعة الذي نشره أدولف ماركس في 1899-1901.

## القصة

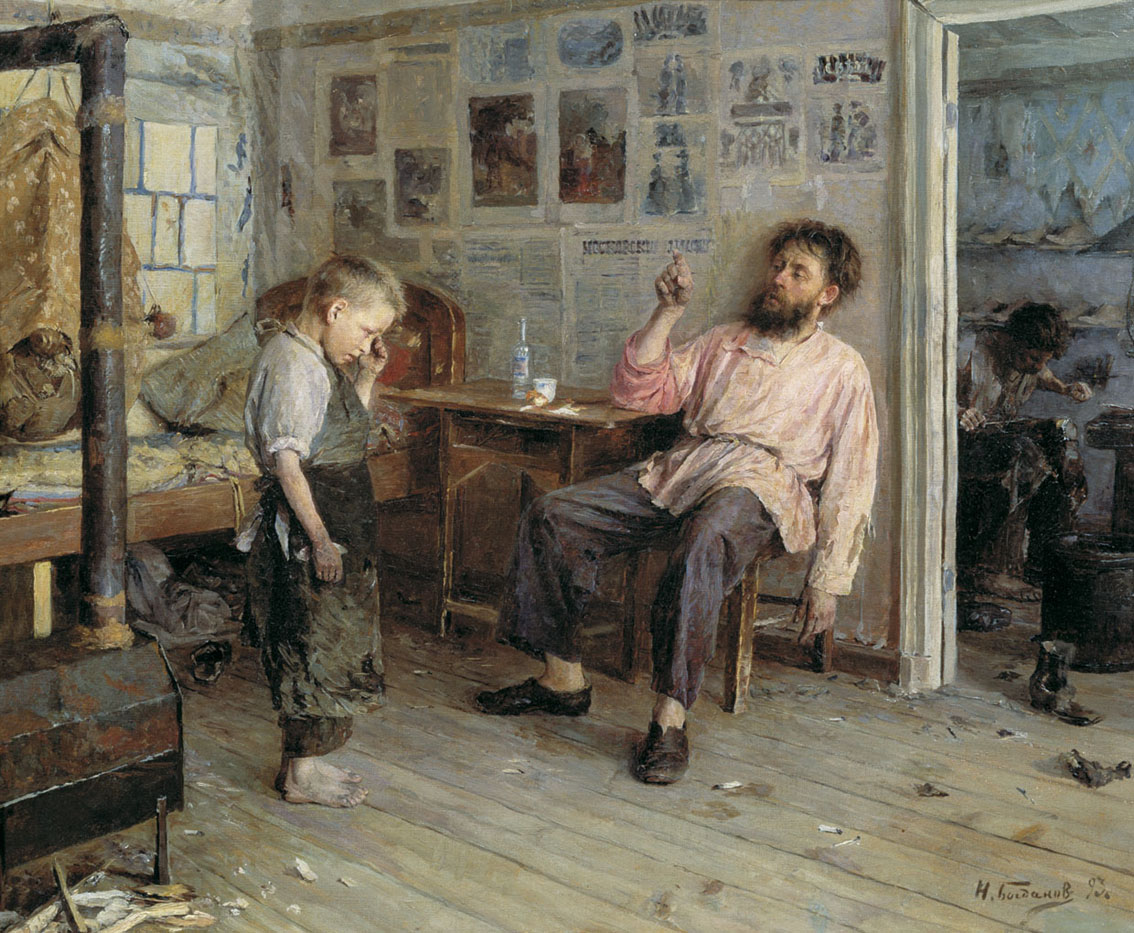
لوحة من رسم ايفان بوجدانوف، 1893.

يبلغ الطفل فانكا من العمر تسع سنوات. فانكا في حاجة ماسة لإقناع جده لإعادته إلى وطنه، يُدعى جده كونستانتين ماكاريتش. فانكا يتيم، وجده هو قريبه الوحيد، يبدو أنه شخصية ضالة، وغير مبالي تماماً بمصير الصبي. انتقل الطفل إلى موسكو قبل ثلاثة أشهر، ومنذ رحيله وهو يعمل لدى صانع الأحذية ألياخين. يعاني من الجوع وسوء المعاملة والإذلال. في ليلة الكريسماس، يكتب خلسةً رسالة لجده يصف فيها الحياة القمعية التي يعيشها في موسكو. يهنئ الطفل بداية جده بالإجازة. يصف في رسالته مدينة موسكو، ثم يتذكر القرية التي كان يعيش فيها هو وجده والكلب فيون، يبدأ الصبي بعد ذلك في الحديث عن الحياة في المنزل الغريب. في اليوم السابق، عاقب المالك فانكا لنومه أثناء هز الطفل (ابن ألياخين) وهو في سريره، كما وبّخت السيدة الصبي لأنه بدأ بتنظيف الرنجة من ذيلها، ويعامله المتدربون بخبث، حيث يطلبون منه إحضار الفودكا من الحانة.
أثناء كتابة الرسالة، يتذكر الصبي حياة القرية، وحس جده الفكاهي، والكلاب كاشتانكا وفيون. تظهر صور ليلة رأس السنة الجديدة في ذهنه، عندما أحضر كونستانتين ماكاريتش شجرة عيد الميلاد من الغابة إلى عائلة زيفاريف. ساعدت الشابة أولغا إغناتيفنا فانكا أمور مهمة في الحياة، ساعدته على تعلم القراءة والكتابة؛ بفضلها تعلم فانكا العد، وحتى الرقص. بعد أن طلب فانكا من جده القدوم إلى موسكو واصطحابه من منزل الياخين، كتب الصبي العنوان على الظرف: «القرية، لجدي، كونستانتين ماكاريتش». وضع الرسالة في صندوق بريد، مدركاً أن حياته الآن تعتمد تماماً على هذا العنصر الثمين. في الليل، يرى في المنام كيف يقرأ جده كونستانتين الرسالة، وهو جالس على الموقد، وفيون تتجول حوله.

## الموضوعات الأدبية
من الناحية الموضوعية، يتردد صدى «فانكا» مع «قصص أطفال» تشيخوف الأخرى (كان أنطون مهتماً بشكل خاص بما يسمى «الفترة الثالثة من نفسية الطفل»)، وكذلك بأعمال الأدب الروسي والعالمي المشابهة في هذا النوع. الأطفال في عالم تشيخوف لديهم أفكارهم الخاصة حول القيم الحقيقية. في القصة، يعتبر فانكا أن الجوز الذهبي المعلق على شجرة عيد الميلاد كنز حقيقي. هناك ترابط في قصص تشيخوف، تذكرنا قصة «فانكا» بشكل أكبر بالوضع اليائس الذي دخلت فيه فاركا، بطلة قصة «دعني أنام» (بالروسية: Спать хочется)، فاركا أيضًا تُعطى «لأشخاص من عامة الشعب» وتُجبَر على إرضاع طفل السيد؛ هي مثل فانكا، «حُرِمَت من الطفولة».
بين قصة عيد الميلاد «فانكا» وقصة عيد الميلاد «بائعة الكبريت» لهانس كريستيان أندرسن، هناك عدة نقاط ذات صلة بموضوع «الأطفال المحرومون من عيد الميلاد». ضم الباحثون عمل فيودور دوستويفسكي «الصبي الشحاذ عند شجرة عيد الميلاد» في نفس السلسلة. تحكي قصة دوستويفسكي عن طفل يبلغ من العمر ست سنوات يسكن في الطابق السفلي. ينزل الطفل إلى الشارع ويرى غرفة خلف الزجاج بها شجرة تنوب طويلة أنيقة وأمامها ألعاب. لذلك، يظهر في هذه القصة موضوع الرؤى والذكريات التي تتشكل في أذهان الأطفال المحرومين عشية عيد الميلاد. وفقًا لإيلينا دوشكينا، فانكا هي نفس قصة تشارلز ديكنز، وفي نفس الوقت ترتبط «النسخة الروسية» التي قدمها تشيخوف مع قصة ديكنز بالمثالية من الماضي. إذا ألقيت نظرة خارجية على حياة القرية التي يحلم بها فانكا، يتضح أن هناك أسباباً قليلة للحنين إلى الماضي: فالجد؛ كونستانتين ماكاريتش، نادرًا ما يكون رزيناً، الحياة هناك فقيرة، والمنزل مُعدَم، وهناك القليل من الأفراح. لكن «بالنسبة إلى فانكا، لم يعد هناك مكان مرغوب فيه بعد الآن».

## التأثير اللغوي
أصبحت عبارة «القرية، لجدي» أو «القرية، إلى جدي» (بالروسية: на деревню дедушке) من القصة تعبيراً اصطلاحياً ومثلاً منقولاً يشير إلى إرسال شيء ما إلى عنوان غير دقيق أو غير مكتمل أو غير واضح أو مشكوك فيه أو غير موجود، حيث لن يتم تسليمه أو الإجابة عنه.

## في السينما
- 1959 – صدر فيلم سوفيتي قصير باسم فانكا من إخراج إدوارد بوشاروف، صوِّر في استوديوهات أفلام إم غوركي بناءً على قصة تشيخوف. لعب دور فانكا الطفل الكسندر بارسوف البالغ من العمر عشر سنوات.[9]
- 1981 – فيلم فانكا زوكوف، استوديوهات أفلام الرسوم المتحركة السوفيتي «كييفناوتشفيلم» للمخرج إل زاروبين.

## قراءات إضافية
- Бердников Г. П. (1974). Чехов. М.: Молодая гвардия. ص. 512.
- Душечкина Е. В. (1995). Русский святочный рассказ: становление жанра. СПб.: جامعة سانت بطرسبرغ الحكومية. ص. 256. ISBN:5-87403-049-2.
- Полоцкая Э. А. (1961). "Примечания". А. П. Чехов. Собрание сочинений в двенадцати томах. М.: Художественная литература. ص. 571. {{استشهاد بكتاب}}: الوسيط |pages=، |at=، و|page= تكرر أكثر من مرة (مساعدة)
- Родионова В. М. (1985). "Примечания". А. П. Чехов. Полное собрание сочинений и писем в тридцати томах. Сочинения в восемнадцати томах. М.: Наука. ص. 703. {{استشهاد بكتاب}}: الوسيط |pages=، |at=، و|page= تكرر أكثر من مرة (مساعدة) والوسيط غير المعروف |agency= تم تجاهله (مساعدة)
- Энциклопедия литературных героев. М.: Аграф. 1997. ص. 496. ISBN:5-7784-0013-6. {{استشهاد بكتاب}}: الوسيط غير المعروف |agency= تم تجاهله (مساعدة)
- Прасолова Е. И. (1988). "Вступительная статья". Таганрогская картинная галерея. М.: Изобразительное искусство. ص. 179. ISBN:5-85200-011-6. {{استشهاد بكتاب}}: الوسيط |pages= و|page= تكرر أكثر من مرة (مساعدة) والوسيط غير المعروف |agency= تم تجاهله (مساعدة)
- Чудаков А. П. (2016). Поэтика Чехова. Мир Чехова: Возникновение и утверждение. СПб.: Азбука. ص. 704. ISBN:978-5-389-10611-6.

## وصلات خارجية
- Ванька، النص الأصلي بالروسية.
- فانكا، الترجمة العربية، مجلة إشراقات الأدب والثقافة، العدد الثاني (صفحة 25–31)، 28 فبراير 2017.
- Vanka، الترجمة الإنجليزية.
- قصة فانكا لأنطون تشيخوف، نص صوتي باللغة العربية.
- أنطون تشيخوف، فانكا، نص صوتي باللغة العربية.
- فانكا، فيديو صادر عن مكتبة جامعة اليرموك.